# 臺中市政府衛生局
臺中市政府衛生局（簡稱臺中市衛生局），為臺灣臺中市的衛生管理機關，隸屬於臺中市政府，負責臺中市的衛生、食品、藥品、醫療等事務。2010年12月25日因臺中市縣合併，原臺中市衛生局與臺中縣衛生局整合為臺中市政府衛生局，總局設於豐原區中興大樓。

## 沿革

### 日治時期
- 1895年（明治28年），日本接收清朝福建台灣省，5至10月爆發乙未戰爭，日軍因罹患傳染病死亡者甚多，殖民當局開始重視台灣的公共衛生情形。日治初期，台灣總督府於全台各地廣設衛生所，從日本引進醫生治病與抑止傳染病爆發。但不興建大醫院，而以公共衛生與小型衛生所為主軸的醫療體系，徹底減少瘧疾、鼠疫、結核病的發生率。8月24日頒布《民政支部及出張所規程》，台灣民政支部（原清臺灣府，轄今臺中市、彰化縣、南投縣、雲林縣區域）下設庶務、殖產、警務三課。當時地方行政基層係以警察為中心，除一般治安維護業務外，鴉片管理與公共衛生也是警察業務。
- 1896年，曾任台灣總督府衛生顧問的民政長官後藤新平開始推動公共衛生工程建設，聘請英國人巴爾頓（William K. Burton）和濱野彌四郎赴台設計全島自來水與下水道。
- 1920年（大正9年）9月1日，台灣地方制度改為「五州二廳」；台灣總督府設警務局衛生課，台中州設台中州警務部衛生課，台中市設台中警察署衛生課。

### 原臺中縣衛生局
- 1945年，中華民國政府接收台灣總督府管轄地區，台中州改名為臺中縣（大縣制），台中州警務部衛生課改為臺中縣民政局衛生股。
- 1946年8月，改組為臺中縣衛生院，並設東勢、竹山、集集（今 南投縣集集鎮衛生所 （页面存档备份，存于））、能高（今 南投縣埔里鎮衛生所 （页面存档备份，存于））等四分院並接收日治時期未完成之結核療養所。後臺中縣衛生院由台中州廳遷移至臺中縣員林鎮（今屬彰化縣）。
- 1948年11月，因《臺灣省各縣市衛生院組織規程》修改及奉令推行保健制度，將原有集集等分院改組為當地衛生所，並於各鄉鎮成立衛生所。隔年底臺中縣59鄉鎮衛生所相繼組織完成，是時衛生工作人員共計305人。
- 1950年10月，行政區域調整後，臺中縣衛生院保留大里等21鄉鎮衛生所與臺中縣結核療養所。
- 1951年1月，臺中縣衛生院遷至豐原鎮（今豐原區），最初借用瑞穗國民學校（今臺中市豐原區瑞穗國民小學）教室為辦公廳舍。
- 1954年與1957年，獲得臺灣省政府衛生處及農復會補助，在豐原鎮中山路498號新建辦公廳及檢驗室。
- 1961年7月，改制為臺中縣衛生局。
- 1977年1月，為配合臺中縣政府新建大樓，將原址出售，遷至豐原市西安街21號。
- 1996年6月，再搬遷至豐原市中興路136號（原臺中縣政府。同年遷往陽明大樓後，此處改為第二辦公大樓）。
- 2005年4月，裁撤臺中縣立慢性病防治所。
- 2010年12月25日，因臺中縣市合併為直轄市層級的臺中市，臺中縣衛生局與臺中市衛生局合併為臺中市政府衛生局，以原臺中縣衛生局大樓為局本部。

### 原臺中市衛生局
- 1945年，中華民國政府接收日本台灣總督府管轄地區，台中市獨立出為省轄市層級的臺中市，原台中警察署衛生課改制為臺中市民政科衛生股。
- 1946年6月，改制為臺中市衛生院，院址設在中山路20號（原宮原醫院），內設醫政、防疫、保健、總務各股。
- 1959年，遷至三民路一段197號（衛生院大廈，位置約為今衛生福利部臺中醫院急診室）。
- 1961年11月，再改組為臺中市衛生局，內設一、二、三、四、五、六課、總務室及主計及人事等9個單位。
- 1962年4月，因組織規程修正，轄下有第一、二平民診療所、結核病防治所、傳染病院及中、東、西、南、北、西屯、南屯、北屯區等衛生所。
- 1965年，北屯區四民巡迴站經臺灣省政府命名為「臺中市北屯區四民衛生室」。
- 1989年1月31日，第一、二平民診療所裁撤。3月1日，結核病防治所併入至臺灣省立臺中慢性病防治院（今衛生福利部臺中醫院中區結核病診療中心）。
- 1992年8月1日，臺中市傳染病院裁撤。
- 2000年1月，調整組織編制，設局長、副局長、秘書，及醫政課、藥政課、食品衛生課、保健課、疾病管制課、檢驗課、企劃課，並設有會計室、總務室、人事室與政風室等幕僚單位。
- 2001年11月，臺中市北屯區衛生所分設為北屯區軍功衛生所與北屯區四民衛生所，並於隔年4月開始運作。
- 2004年3月，中西區衛生大樓落成，中西區衛生所合署辦公。
- 2007年10月30日，遷入臺中市南屯區向心南路811號新建大樓辦公（今臺中市警察局第四分局），11月13日正式啟用。
- 2010年12月25日，因臺中縣市合併改制，與原臺中縣衛生局合併為臺中市政府衛生局，以原臺中縣衛生局大樓（中興大樓）為局本部。

### 現制
- 2010年12月25日，臺中縣市合併改制，臺中縣市衛生局合併為臺中市政府衛生局，以原臺中縣衛生局大樓（中興大樓）為局本部。
- 2018年1月2日，成立「臺中市食品藥物安全處」與中西區衛生所合署辦公。[1]

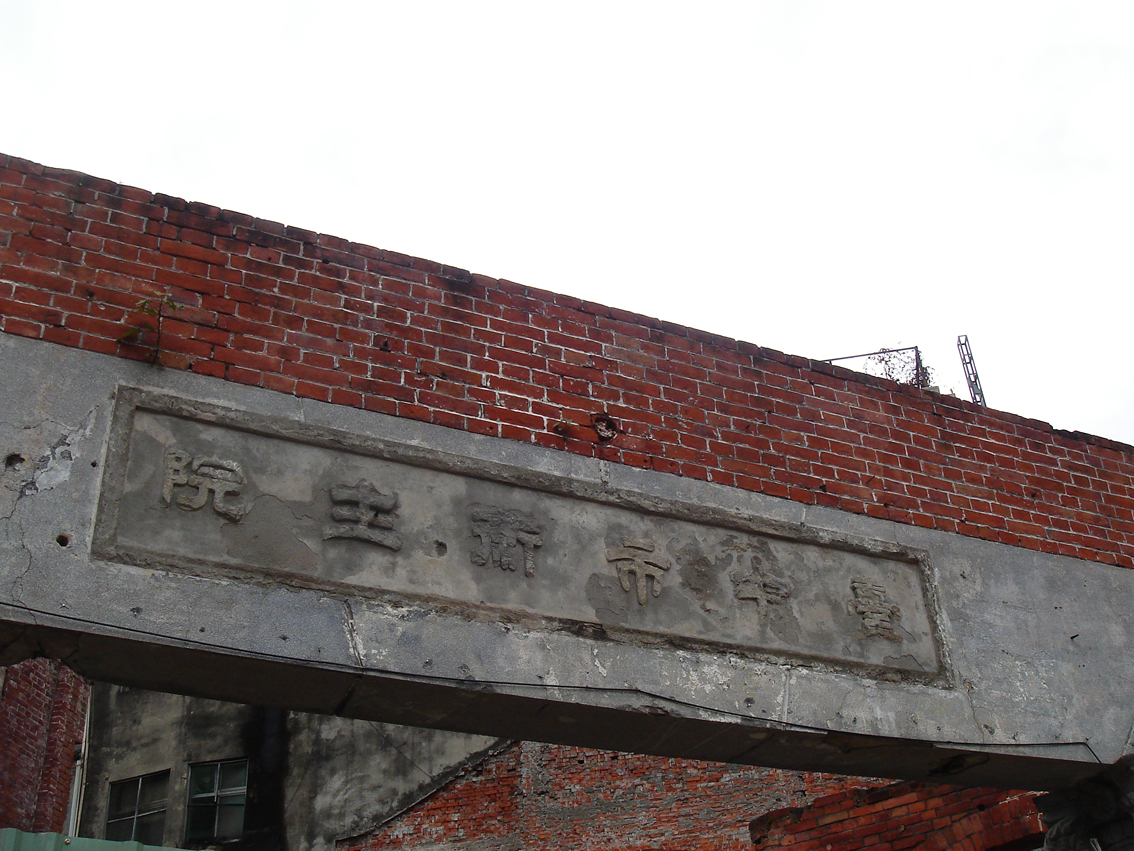
位於臺中市中區綠川旁的臺中市衛生院遺址
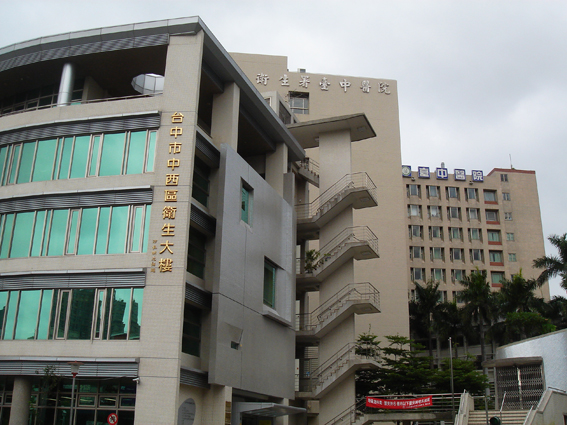
中西區衛生所與臺中醫院
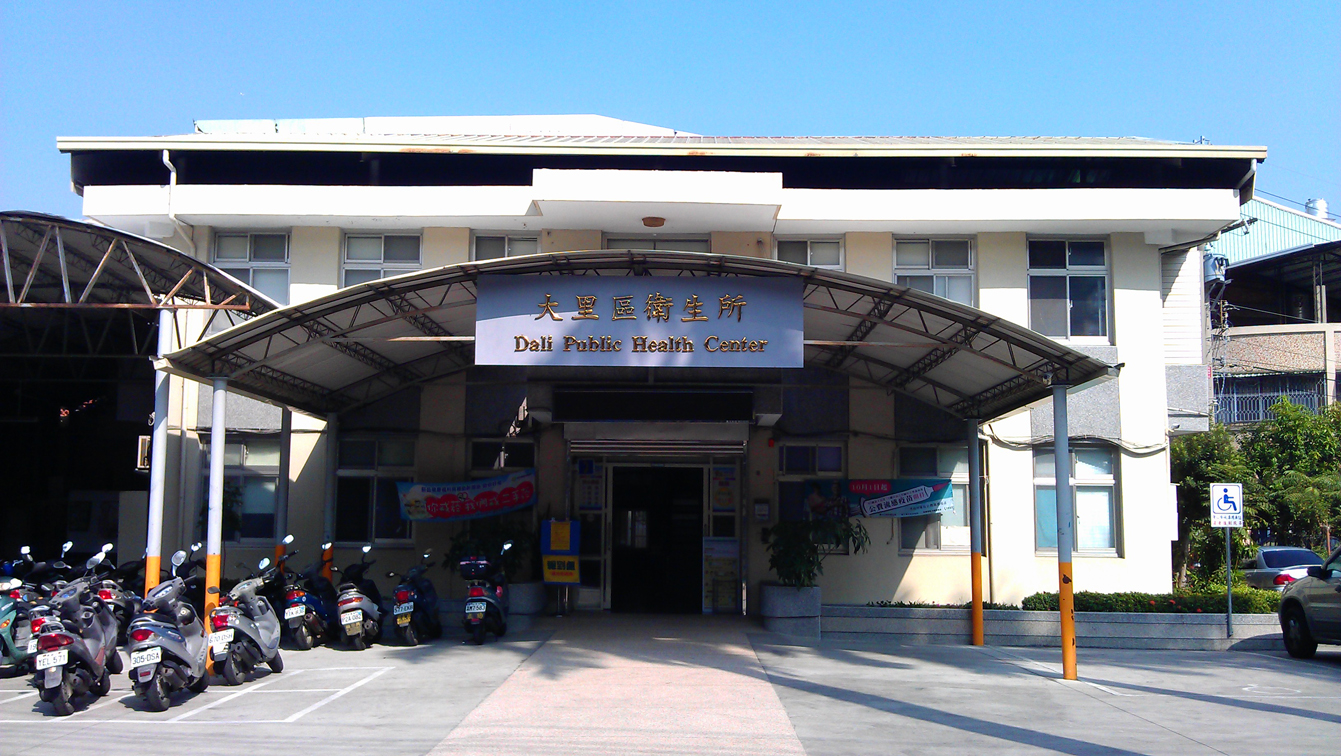
大里區衛生所

## 歷任首長
| 任別              | 姓名              | 就職時間          | 卸任時間          |                   |                   |                   |                   |                   |                   |                   |                   |
| 臺中市衛生院 院長 | 臺中市衛生院 院長 | 臺中市衛生院 院長 | 臺中市衛生院 院長 | 臺中市衛生院 院長 | 臺中市衛生院 院長 | 臺中市衛生院 院長 | 臺中市衛生院 院長 | 臺中市衛生院 院長 | 臺中市衛生院 院長 | 臺中市衛生院 院長 | 臺中市衛生院 院長 |
| ----------------- | ----------------- | ----------------- | ----------------- | ----------------- | ----------------- | ----------------- | ----------------- | ----------------- | ----------------- | ----------------- | ----------------- |
| 1                 | 林鍚金            | 1946年7月         | 1952年7月         |                   |                   |                   |                   |                   |                   |                   |                   |
| 2                 | 胡惠德            | 1952年8月         | 1962年11月        |                   |                   |                   |                   |                   |                   |                   |                   |
| 臺中市衛生局 局長 |                   |                   |                   |                   |                   |                   |                   |                   |                   |                   |                   |
| 1                 | 胡惠德            | 1962年11月        | 1972年8月         |                   |                   |                   |                   |                   |                   |                   |                   |
| 2                 | 張炯隆            | 1972年8月         | 1983年12月        |                   |                   |                   |                   |                   |                   |                   |                   |
| 代理              | 林若松            | 1983年12月        | 1984年10月        |                   |                   |                   |                   |                   |                   |                   |                   |
| 3                 | 林源雄            | 1984年10月        | 1990年5月         |                   |                   |                   |                   |                   |                   |                   |                   |
| 4                 | 許耕榮            | 1990年8月         | 1999年3月         |                   |                   |                   |                   |                   |                   |                   |                   |
| 5                 | 李克怡            | 1999年4月         | 2000年1月         |                   |                   |                   |                   |                   |                   |                   |                   |
| 6                 | 林瑞欣            | 2000年1月         | 2003年1月15日     |                   |                   |                   |                   |                   |                   |                   |                   |
| 7                 | 林登圳            | 2003年1月16日     | 2010年12月24日    |                   |                   |                   |                   |                   |                   |                   |                   |

| 任別              | 姓名              | 就職時間          | 卸任時間          |
| 臺中縣衛生院 院長 | 臺中縣衛生院 院長 | 臺中縣衛生院 院長 | 臺中縣衛生院 院長 |
| ----------------- | ----------------- | ----------------- | ----------------- |
| 1                 | 洪遜堯            | 1946年8月         | 1948年8月         |
| 2                 | 郭春峰            | 1948年9月         | 1961年7月         |
| 臺中縣衛生局 局長 |                   |                   |                   |
| 1                 | 郭春峰            | 1961年7月         | 1966年2月         |
| 2                 | 李昆山            | 1966年2月         | 1969年1月         |
| 3                 | 張龍芳            | 1969年1月         | 1973年2月         |
| 4                 | 黃旗艦            | 1973年6月         | 1978年5月         |
| 5                 | 陳運紅            | 1978年5月         | 1982年10月        |
| 6                 | 劉湦錄            | 1983年2月         | 1983年5月         |
| 7                 | 黃美娜            | 1984年7月         | 2004年8月         |
| 8                 | 許耕榮            | 2004年9月         | 2007年1月         |
| 9                 | 祝年豐            | 2007年3月         | 2009年8月         |
| 10                | 陳南松            | 2009年9月         | 2010年12月24日    |

縣市合併後的臺中市政府衛生局時期
| 任別                  | 姓名                  | 就職時間              | 卸任時間              |                       |
| 臺中市政府衛生局 局長 | 臺中市政府衛生局 局長 | 臺中市政府衛生局 局長 | 臺中市政府衛生局 局長 | 臺中市政府衛生局 局長 |
| --------------------- | --------------------- | --------------------- | --------------------- | --------------------- |
| 1                     | 黃美娜                | 2010年12月25日        | 2014年12月24日        |                       |
| 2                     | 徐永年                | 2014年12月25日        | 2017年1月16日         |                       |
| 3                     | 呂宗學                | 2017年1月16日         | 2018年6月14日         |                       |
| 代理                  | 陳南松                | 2018年6月15日         | 2018年12月24日        |                       |
| 4                     | 曾梓展                | 2018年12月25日        | 現任                  |                       |

## 組織
衛生局的組織架構，最高是局長、二位副局長，下設平行單位各科室、所屬單位及各衛生所。

### 局內單位
- 疾病管制科
- 心理健康科
- 醫事管理科
- 長期照護科
- 保健科
- 稽查科
- 檢驗科
- 企劃資訊科
- 秘書室
- 人事室
- 會計室
- 政風室

### 所屬單位
- 臺中市食品藥物安全處
- 長期照顧管理中心
- 毒品危害防制中心
- 社區心理衛生中心

### 衛生所
- 北區衛生所
- 南區衛生所
- 東區衛生所
- 西屯區衛生所
- 南屯區衛生所
- 豐原區衛生所
- 大里區衛生所
- 太平區衛生所
- 東勢區衛生所
- 沙鹿區衛生所
- 梧棲區衛生所
- 清水區衛生所
- 大甲區衛生所
- 霧峰區衛生所
- 烏日區衛生所
- 后里區衛生所
- 石岡區衛生所
- 新社區衛生所
- 潭子區衛生所
- 大雅區衛生所
- 神岡區衛生所
- 大肚區衛生所
- 龍井區衛生所
- 外埔區衛生所
- 大安區衛生所
- 和平區衛生所
- 中西區衛生所（兩區合署）
- 北屯區軍功衛生所
- 北屯區四民衛生所
- 和平區梨山衛生所

### 相關機構
- 澄清復健醫院：位於北屯區東山路，臺中市政府於1980年代興建，委外經營。
- 弘光科技大學附設老人醫院：位於北屯區東山路，臺中市政府於1980年代興建，委外經營。
- 臺中市立醫院：目前規畫以促參BOT方式，興建並委外經營，預計2021年6月底即可完成招商與簽約作業，2022年完工。

## 外部連結
- 臺中市政府衛生局 （页面存档备份，存于）（繁體中文）（英文）